# Parque de Atracciones de Madrid
Parque de Atracciones de Madrid est un parc d'attractions de la ville de Madrid, en Espagne, situé à la Casa de Campo, le grand parc public de la ville.

## Histoire
Le parc, inauguré par Carlos Arias Navarro le 15 mai 1969 était composé entre autres pour sa première saison d'un labyrinthe de miroirs, d'autos tamponneuses, de toboggans et d'un parcours de montagnes russes (7 Picos). 
En 1998, un remodelage important est réalisé. Les propriétaires investissent 8 000 millions de pesetas (48 millions d'euros) pour remodeler le parc et le transformer en parc à thème. Ce remodelage complet consiste à diviser le parc en 5 zones, à adapter l'apparence visuelle et le nom des attractions à leurs zones correspondantes, à remplir les allées de décorations et à multiplier le nombre de boutiques de souvenirs. Cette même année, le parc d'attractions, avec le Zoo Aquarium de Madrid, Aquópolis et le téléphérique de Madrid intègrent la société Parques Reunidos.
Sa mascotte d'origine était Napy, un ours de bande dessinée vêtu d'une veste, d'un béret et d'un foulard blanc autour du cou. Il a été remplacé après le remodelage de 1998 et la création de Parques Reunidos par la nouvelle mascotte Trasto, un extraterrestre ressemblant à un ours orange avec un "T" dans un cercle bleu sur le ventre. Trasto est également devenu la mascotte officielle d'Aquópolis. Cette mascotte a été promue et présentée au public par le biais d'une émission télévisée pour enfants sur le réseau Telemadrid appelée Cyberclub.

Ancien logo.

En mars 2010 , l'arbre-cafétéria, qui faisait partie du logo et de la ligne d' horizon du parc pendant de nombreuses années, a été démantelé et l'attraction Star Flyer a été installée à sa place. Cela a incité la décision de retirer la représentation dudit arbre du logo officiel du parc.
L'accès et l'utilisation du parc d'attractions de Madrid permettaient historiquement deux types d'entrée : une qui permettait uniquement l'accès au parc et l'utilisation des attractions était échangée contre des billets achetés dans les installations, et une autre entrée qui permettait l'accès et l'utilisation illimités pendant une journée.
Le parc est aujourd'hui composé de 5 zones thématiques en adéquation avec les attractions qui les composent. (La Grande avenue, la zone de la tranquillité, la zone de la mécanique, la zone naturelle et la zone des enfants.)

## Les attractions

### Lesmontagnes russes
| Nom                                                                | Type                                        | Constructeur | Année |
| ------------------------------------------------------------------ | ------------------------------------------- | ------------ | ----- |
| Abismo                                                             | Montagnes russes en métal                   | Maurer Rides | 2006  |
| Padrinos Voladores                                                 | Montagnes russes à véhicule suspendu junior | Zamperla     | 2007  |
| Patrulla Canina                                                    | Montagnes russes en métal junior            | Zamperla     | 2007  |
| Tarántula                                                          | Montagnes russes en métal tournoyantes      | Maurer Rides | 2005  |
| Tornado                                                            | Montagnes russes inversées                  | Intamin      | 1999  |
| TNT Tren de la Mina                                                | Train de la mine                            | Gerstlauer   | 2012  |
| Vértigo Provenant de Bobbejaanland. Un des parcours de Speedy Bob. | Wild Mouse                                  | Mack Rides   | 2009  |

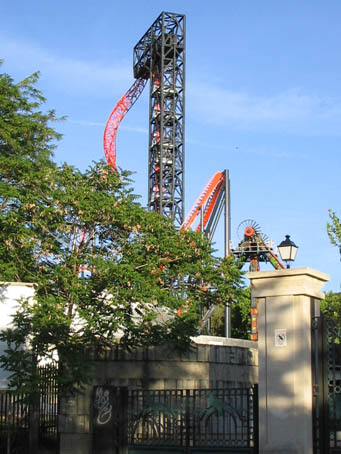
Abismo
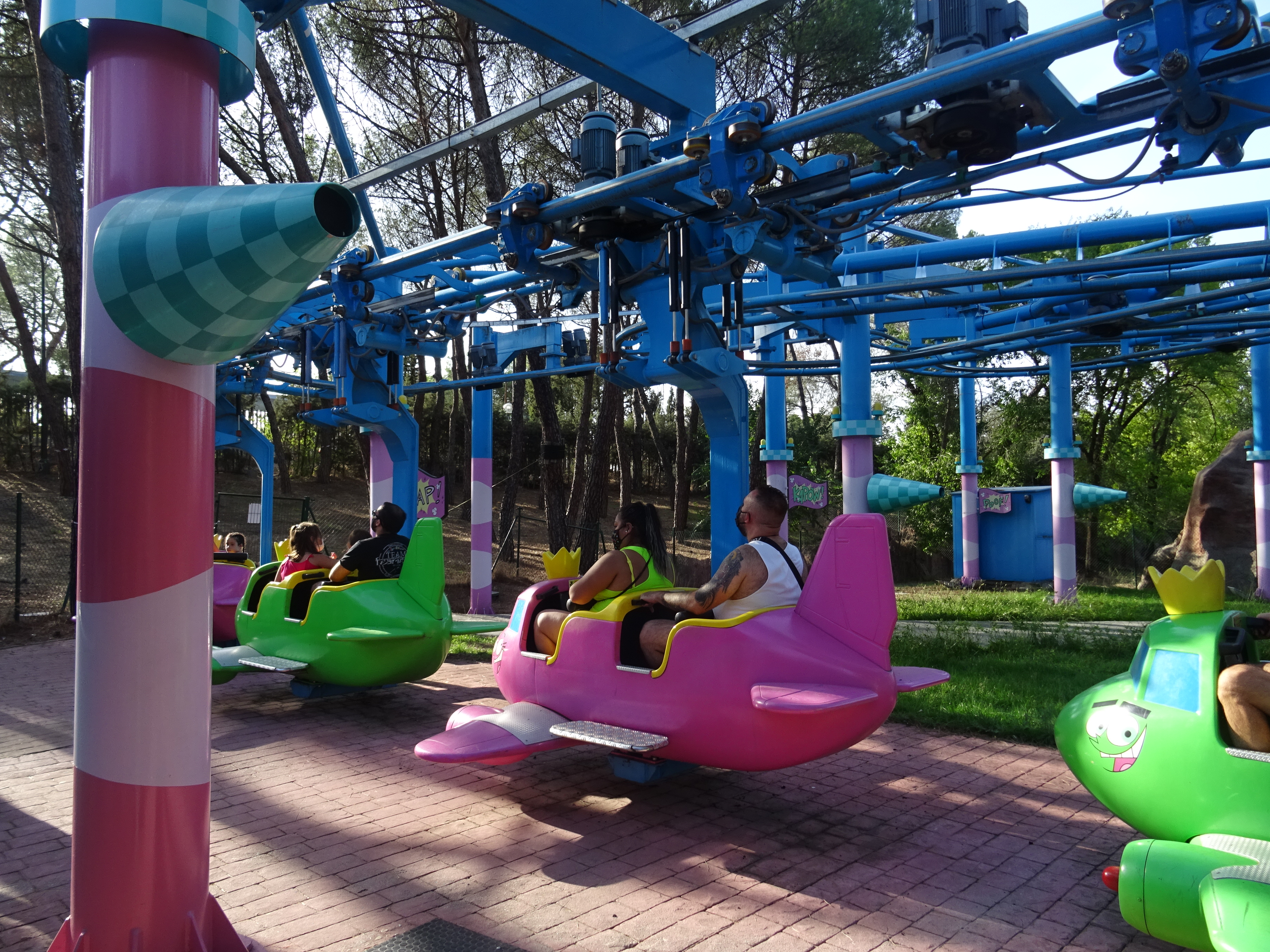
Padrinos Voladores
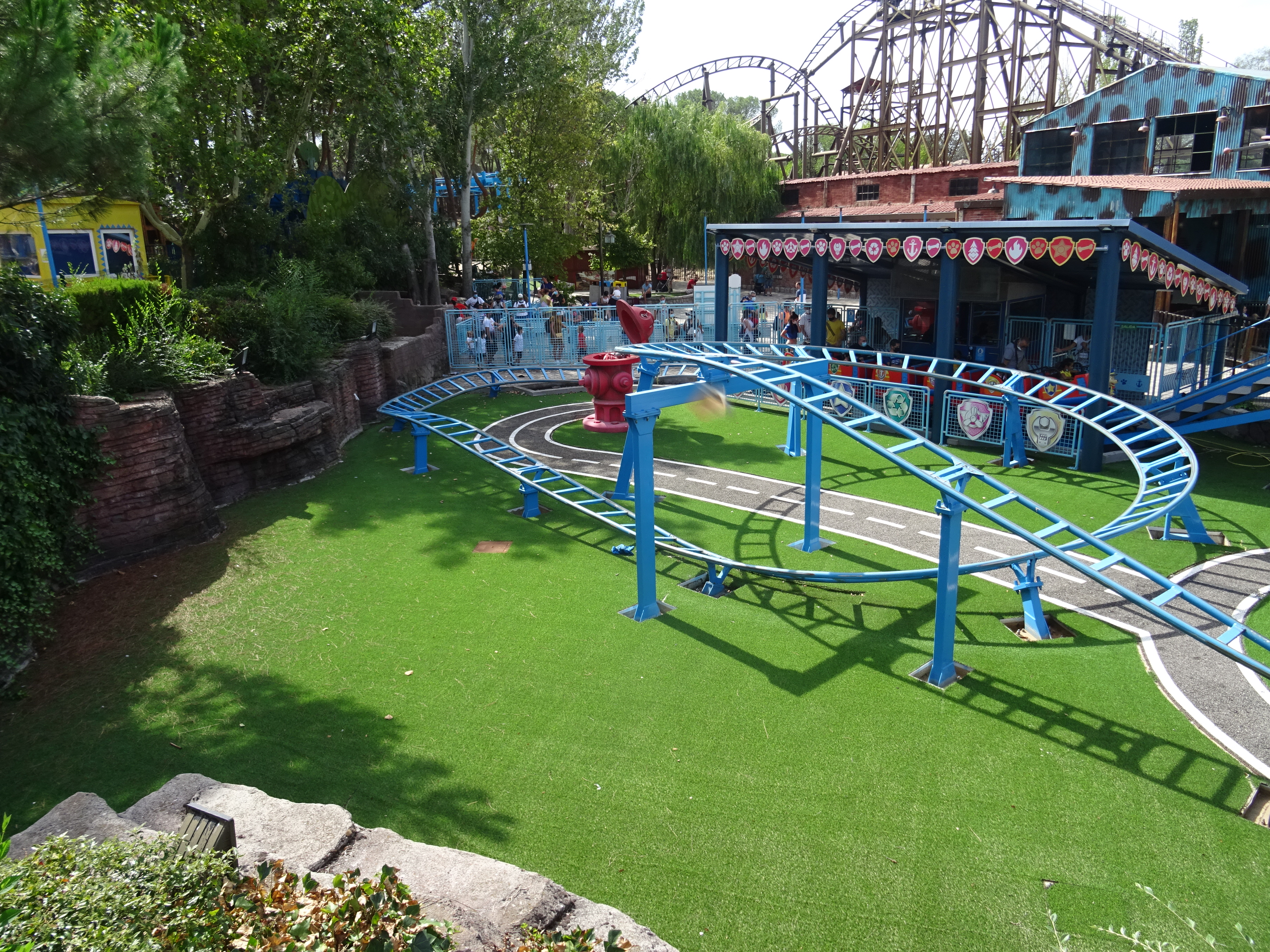
Patrulla Canina
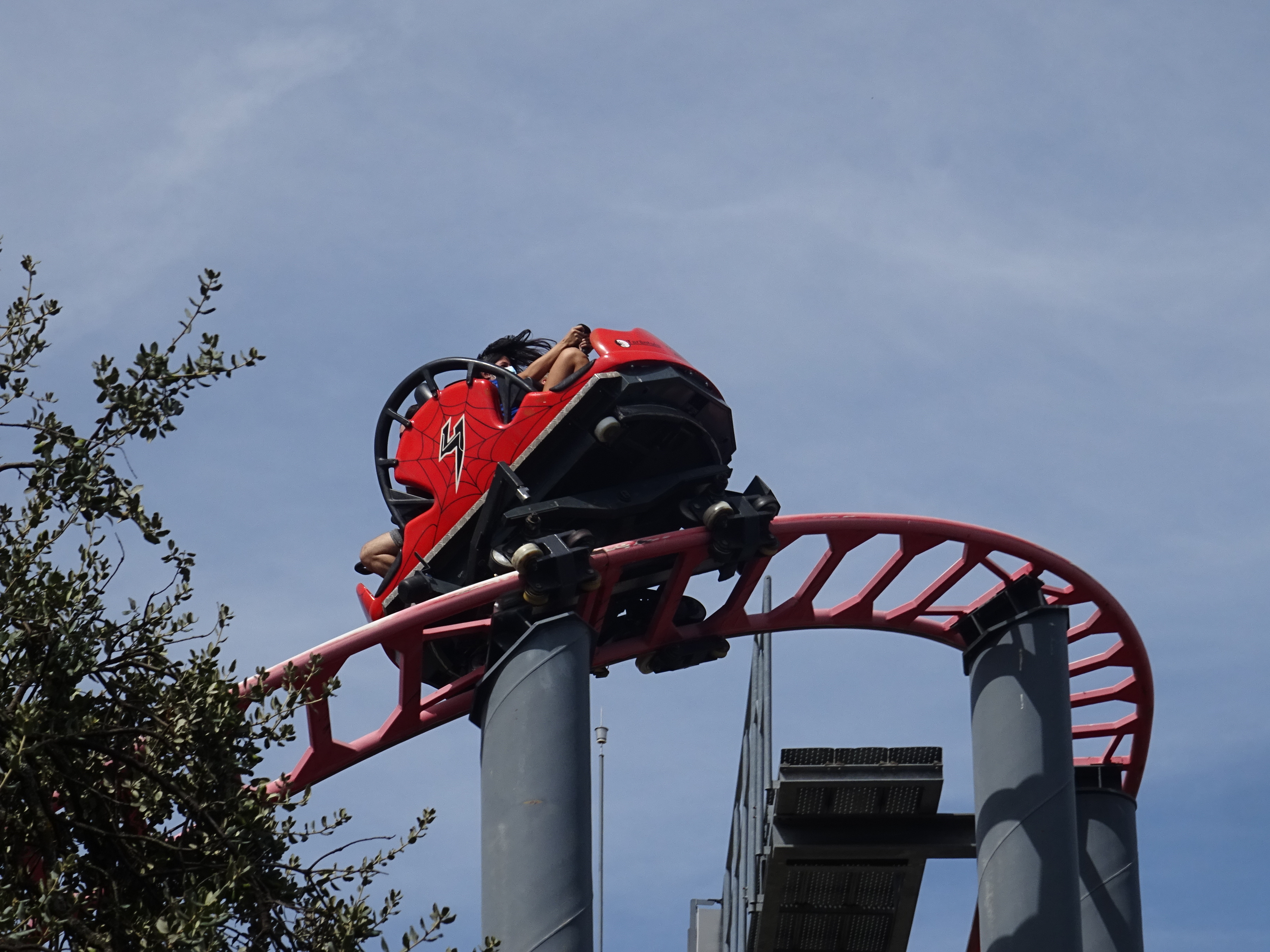
Tarántula
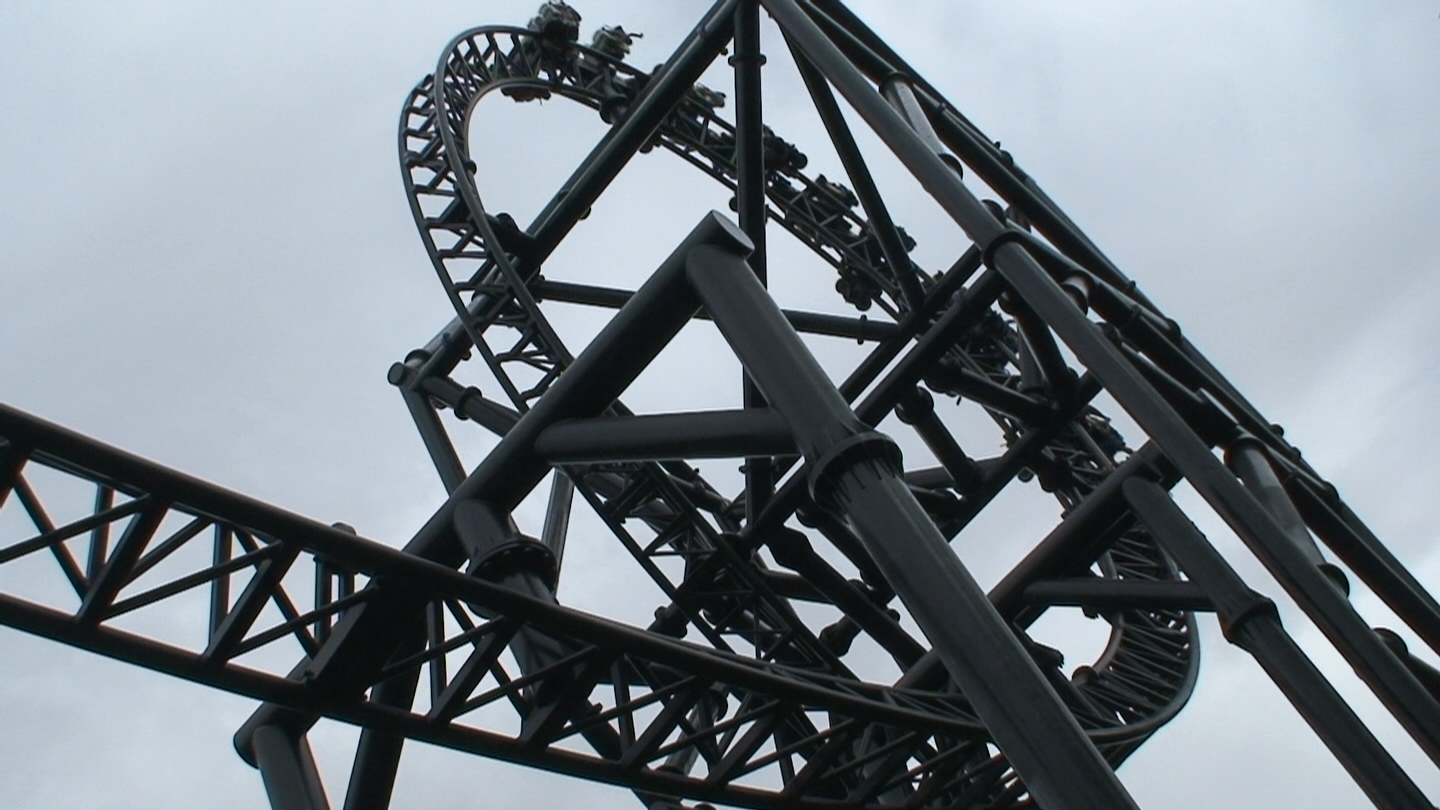
Tornado
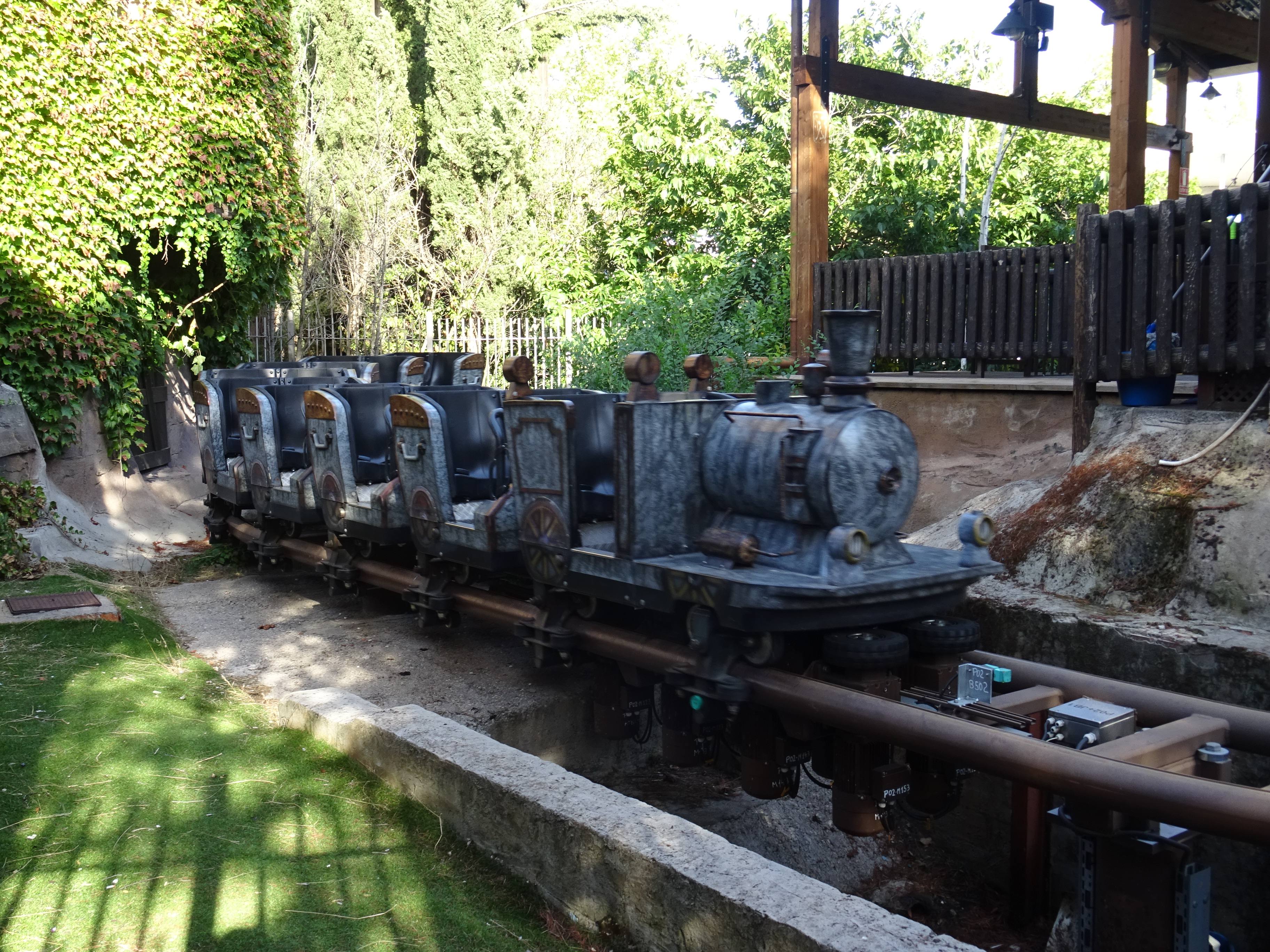
TNT Tren de la Mina
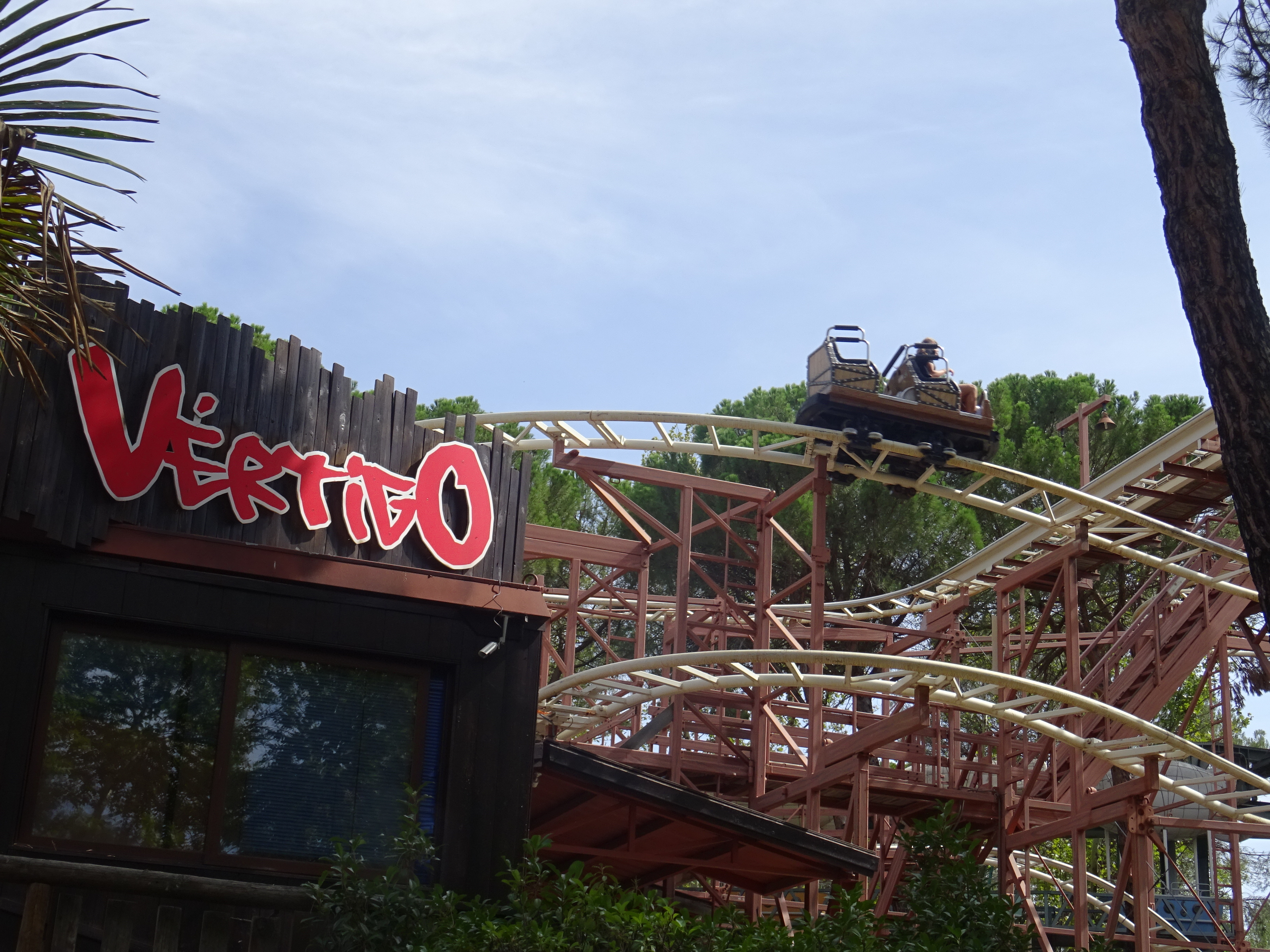
Vertigo

### Lesattractions aquatiques

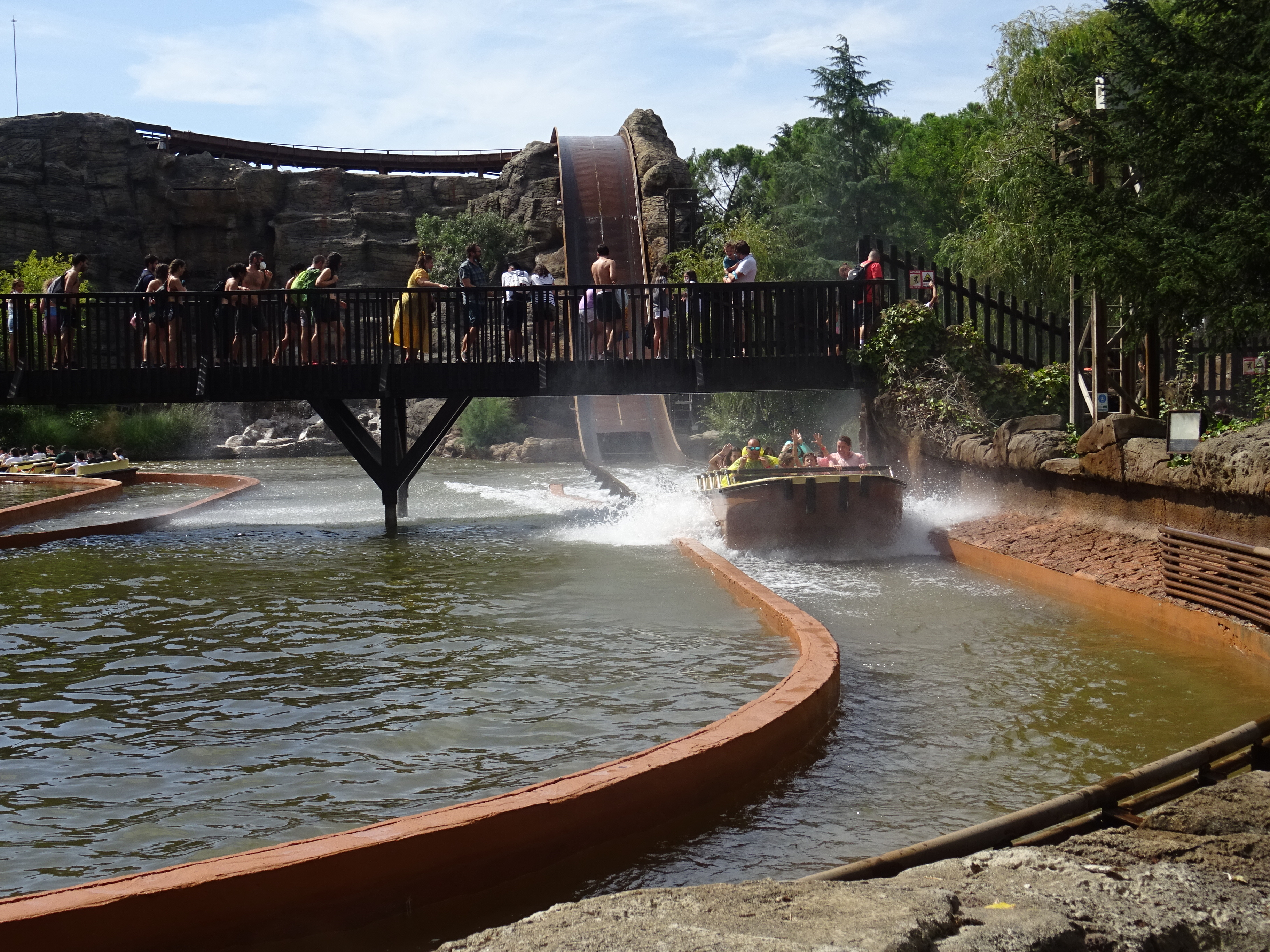
Los Fiordos

- Aserradero, Bûches de Zamperla (1990)
- La Jungla, Tow boat ride (2006)
- Los Fiordos, Shoot the Chute d'Intamin (1998)
- Los Rápidos, rivière rapide en bouées de Hopkins Rides (1996)
- Splash Bash, Twist 'n' Splash de Mack Rides (2018)

### Autres attractions

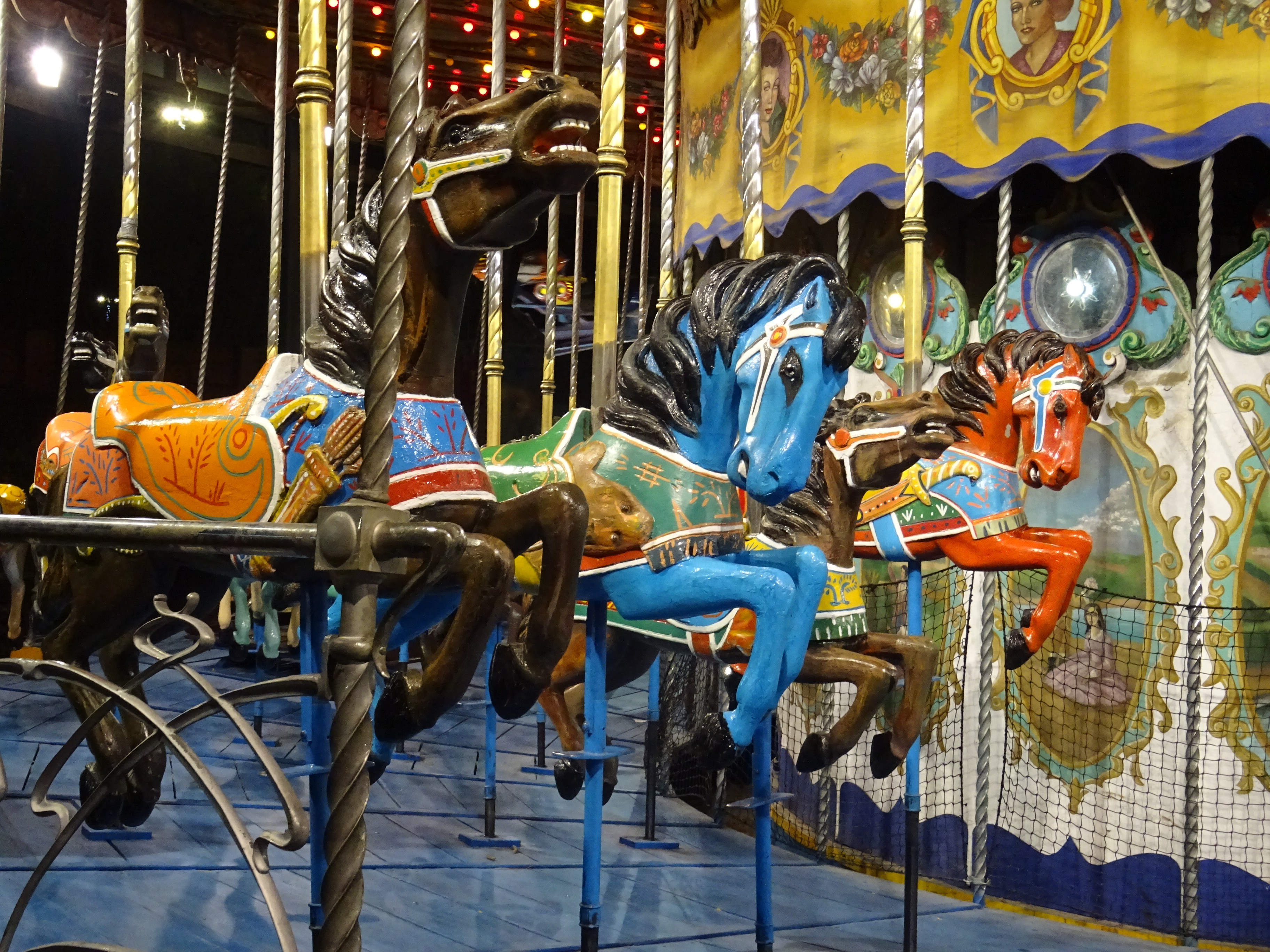
Tiovivo

- Al bosque con Diego - Crazy Bus de Zamperla
- Cazamedusas de Patricio - Demolition Derby de Zamperla
- Coches de choque Rugrats - Autos-tamponneuses junior
- Cine 4D - Cinéma dynamique
- Hero Spin - Manège d'avions de Zamperla
- La aventura de Dora - Parcous en jeep pour enfants
- La Lanzadera – Giant Drop de Intamin (1998)
- La Máquina - Frisbee de Huss Rides (1997)
- Los globos locos - Samba Baloon de Zamperla
- Magneto de Jimmy Neutron - Tour de chute junior
- Nickelodeon Express - Monorail
- Rotor - Condor de Huss Rides (1989)
- Sillas voladoras - Chaises volantes
- Star Flyer - Star Flyer de Funtime (2010)
- The Walking Dead Experience' - Walkthrough
- Tifón - Mega Disk'O de Zamperla (2008)
- Tiovivo - Carrousel présent depuis 1927, avant la création du parc. Anciennement appelée La Pérgola.
- TMNT - Driving School - école de conduite pour enfants
- Top Spin - Top Spin de Huss Rides (1993)
- Zeppelin - Monorail de Zamperla

## Anciennes attractions
- Cueva de las Tarántulas - Parcours scénique interactif (Zamperla), 2006-2019